# Duboki Dol
Duboki Dol – wieś w Chorwacji, w żupanii zadarskiej, w gminie Gračac. W 2011 roku pozostawała niezamieszkana.